# Тюльпан Лемана
Тюльпа́н Лемана  (лат. Túlipa lehmanniana) — вид растений рода Тюльпан семейства Лилейные (Liliaceae). Занесён в Красную книгу Казахстана.

## Историческая справка
Описан в 1851 году российским ботаником Карлом Мерклином по ботаническим сборам из окрестностей Бухары. Видовое название дано в честь Александра Лемана (1814—1842), российского ботаника, который в 1840—1842 годах собирал растения Средней Азии по заданию Петербургского ботанического сада.

## Описание
Луковица яйцевидная, до 3 см толщиной, с кожистыми черно-бурыми, продолженными до поверхности почвы чешуями. Стебель до 50 см высотой, с 4 сизыми курчавыми неширокими листьями.Цветок удлинённо-чашевидной формы, до 7 см высотой, жёлтый,красный или пёстрый, с черно-коричневым пятном изнутри. Нити тычинок жёлтые или черно-фиолетовые в верхней части, пыльники жёлтые. Плод овальная коробочка до 3 см длиной и 1,5 см шириной. Размножение семенное и вегетативное (особенно в ювенильном состоянии).

## Фенология
Цветёт в апреле, плодоносит в конце мая — июне.

## Экология
Растёт на песках и выходах пестроцветных пород, в песчаных и каменистых пустынях.